# Isseradjene
Isseradjène est un village de la commune de Boudjima, wilaya de Tizi Ouzou, en Kabylie (Algérie), situé à 19 km au nord-est de la wilaya de Tizi Ouzou, et à 18 km au sud de la ville de Tigzirt-sur-Mer.